# 高橋由美子
高橋由美子（日语：／ Takahashi Yumiko，1974年1月7日—），日本女演員、歌手。本名相同。暱稱「Good-P」。
出身於埼玉縣大宮市（今埼玉市大宮區），所屬經紀公司有Hirata Apple → Hirata Office → 東寶藝能 → CONNIE（ → 自由職業） → granpapa pro → 自由職業。

## 簡歷
小學時期，高橋由美子參加了當地的芭蕾舞班，並在老師的介紹下成為經紀公司Big Apple的藝人。
1989年1月，以電視劇作為演員出道。
1990年，以單曲《Step by Step》（電視動畫《魔神英雄傳2》主題曲）作為偶像歌手出道。當初計劃只限一枚，但隨著動畫的流行，也開始受到本人的喜愛，從勝利動畫部門轉移到了勝利偶像部門，並在出道第2年發布了第3張單曲開始全面進行宣傳活動。同年入選為「勝利甲子園海報」活動模特兒（「第72屆全國高等學校棒球錦標賽」形象角色）。還成立了粉絲俱樂部。
1990年代初期，她被封為「20世紀最後的正統派偶像」。
1991年，登上情報雜誌《TERA MAGAZINE》創刊第0號、創刊第1號封面。而且出現在SATO MUSEN等TERADRIVE經常分發的小冊子和海報等活動中。
1992年3月8日，在「讀賣樂園EAST」的戶外活動中，一共表演了6首歌曲，主要是專輯《dream》中的歌曲。這是一次免費邀請，但卻聚集了8000名粉絲。
同年12月8日上映的動畫電影《櫻桃小丸子：我最喜歡的歌》裡飾演木村祥子，並演唱了主題曲《最喜歡》。
1994年以其主演電視劇《阿南的小情人》備受關注，主題曲《當朋友也可以》首次登上oricon公信榜前10名，銷量約為40萬枚。
此後，她脫離了傳統的清純偶像形象，在《巧克力BB》（Eisai）廣告和飾演算命辦公室職員日向理惠的電視劇《庶務二課》系列中，憑藉獨特的演技成為了一個有個性的女演員，成功並確立了自己的地位。
1999年，單曲《螺旋之月》發行後，其歌手活動幾乎休止（粉絲俱樂部也於2002年3月解散）。從那以後，她作為演員主要在2小時電視劇《週二懸疑劇場》、及舞台表演和音樂劇演出。
2008年10月，自出道以來已隸屬20多年的經紀公司Big Apple與Hirata Apple合併後，暫時屬於合併後的Hirata Apple（2008年10月—12月），2009年1月轉移加入東寶藝能。
2009年7月26日，相隔3680天之後於創新劇院舉辦演唱會。9月16日，時隔12年首次推出精選專輯《黃金☆精選》。
2015年，41歲的高橋由美子在同年6月15日發布的《週刊郵報》中，時隔14年首次展示自己的凹印寫真，引發話題。同年8月起，她被任命為「埼玉市觀光宣傳部長」。
2018年3月，《週刊文春》報道了她外遇的事情。對此，本人發表評論證實了該報道的內容。
2018年4月30日，與其所屬經紀公司CONNIE。暫時成為自由身。
2019年4月，加入granpapa pro，恢復演藝活動。
2021年4月1日，宣布已經結婚的消息，根據本人透露，對象是一位酒友男性上班族。
2021年6月27日，在日本青年館大廳舉辦30週年紀念音樂會。
2023年1月，離開granpapa pro。2023年9月，其訊息在官方Instagram上發佈。

## 人物
- 身高154cm[1]。A型血[1]。
- 堀越高等學校畢業[1]。
- 日本職棒球迷，原本是讀賣巨人隊的球迷，但在1991年4月27日，她在川崎球場（日语：川崎球場）為羅德獵戶星（當時）的比賽進行開球儀式時，這使她成為了一名狂熱的羅德獵戶星→羅德海洋球迷。2001年，首次開球儀式也在千葉海洋球場舉行[17]。2009年8月23日，在西武巨蛋以埼玉西武獅隊為主題的舞台宣傳中，進行開球儀式[18]。
- 公開宣稱自己喜歡一個人旅行[19]。

## 音樂
沒有出版商描述的皆由Victor Entertainment（舊名Victor音樂產業）發售。

### 單曲
1. Step by Step（日语：Step by Step (高橋由美子の曲)）/阻止不了你—MY GIRL,MY LOVE（1990年4月21日）—日本電視台系列動畫《魔神英雄傳2》主題曲
2. Fight！（日语：Fight!）/彩虹的彼方（1990年9月21日）—日本電視台系列動畫《魔神英雄傳2 超激鬥篇》主題曲
3. （1991年1月21日）
4. 心·跳·不·已（日语：ときめき (麻丘めぐみの曲)）/阿爾卑斯的少女（1991年6月5日）—麻丘惠美的同名曲翻唱版本，B面歌曲阿爾卑斯的少女也是來自麻丘惠美單曲同名曲（日语：アルプスの少女 (曲)）的翻唱版本。
5. （1991年10月16日）—Mega-CD遊戲《由美MIX（日语：ゆみみみっくす）》片尾主題曲
6. （1992年2月5日）
7. （1992年6月3日）—WOWOW放送動畫《加菲貓》形象歌曲
8. （1992年10月21日）—專輯《Paradise》收錄歌曲的另一種版本，也在Mega-CD遊戲《由美MIX》作為片頭主題曲使用。
9. 最喜歡（日语：だいすき (高橋由美子の曲)）/二人的Symphony（1992年12月16日）—電影動畫《櫻桃小丸子：我最喜歡的歌》片尾主題曲（同時在該電影中配音演出）
10. Good Love（日语：Good Love）/My Melodies（1993年2月24日）—富士電視台系列電視劇《我們的電視劇系列（日语：ボクたちのドラマシリーズ） 老師情人（日语：お願いダーリン!）》主題曲
11. 開始的現在（日语：はじまりはいま）/很高興見到你（1993年6月23日）—日本電視台《無敵7:00（日语：日本テレビ系土曜7時台情報番組枠#うるとら7:00）》片頭主題曲
12. yell（日语：yell (高橋由美子の曲)）/只有你（1993年11月3日）—日本電視台系列電視劇《另一種J聯盟（日语：もうひとつのJリーグ）》劇中插入曲
13. 當朋友也可以（日语：友達でいいから）/下次見面時（1994年1月21日）—朝日電視台系列電視劇《阿南的小情人》主題歌
14. Good-bye Tears（日语：Good-bye Tears）/Point1（1994年4月21日）—東京電視台系列動畫《霸王大系龍騎士》片頭主題曲
15. （1994年6月22日）－NHK教育《Soliton 金斧和銀斧（日语：ソリトンシリーズ）》形象歌曲
16. （1994年10月21日）
17. 喜歡…還是喜歡（日语：すき...でもすき）/無法克制的愛（1995年5月24日）—朝日電視台系列電視劇《最棒的戀人（日语：最高の恋人 (テレビドラマ)）》主題曲
18. （1995年11月22日）
19. （1996年3月3日）—富士電視台系列電視劇《好日子遠行（日语：いい日旅立ち〜4つの卒業〜）》片尾主題曲
20. （1996年7月24日）—TBS系列《世界逗留記（日语：世界ウルルン滞在記）》片尾主題曲
21. （1997年1月22日）—朝日電視台系列電視劇《流板七人（日语：流れ板七人#ドラマ版）》劇中插入曲
22. （1997年10月22日）—日本電視台系列《莫古莫古貢博（日语：モグモグGOMBO）》片尾主題曲
23. 二人的距離/屋頂（1998年7月23日）
24. 螺旋之月（日语：螺旋の月）/Restart（1999年2月24日）

### 專輯

#### 原創專輯
1. Scarlet（日语：Scarlet (高橋由美子のアルバム)）（1990年12月16日 VICL-2045）—初版附錄迷你寫真集
2. PEACE！（日语：PEACE! (高橋由美子のアルバム)）（1991年7月21日 VICL-174）—初版為彩色照片CD
3. dream（日语：dream (高橋由美子のアルバム)）（1992年3月4日 VICL-275）
4. Paradise（日语：Paradise (高橋由美子のアルバム)）（1992年7月22日 VICL-323）
5. Reality（日语：Reality (高橋由美子のアルバム)）（1993年3月24日 VICL-386）
6. Prelude（日语：Prelude (高橋由美子のアルバム)）（1993年7月21日 VICL-427）
7. Tenderly（1994年7月21日 VICL-551）
8. Working on Xmas Day（1994年11月23日 VICL-23075 限量版）
9. 萬事快調（日语：万事快調 (アルバム)）（1996年8月7日 VICL-797)
10. 心情嗨翻天（日语：気分上々 (アルバム)）（1997年11月21日 VICL-60153）

#### 精選專輯
1. STEPS -SINGLE COLLECTION-
（1993年12月16日 VIZL-15：初版CD書包裝／VICL-491：普通版）
（2004年9月22日 VICL-41114：再發行）
2. for BOYS（日语：for BOYS）（1995年6月21日 VICL-5278）—由男性工作人員選出的精選輯
3. for GIRLS （1995年6月21日 VICL-5279）—由女性工作人員選出的精選輯
4. 黃金☆精選（日语：ゴールデン☆ベスト）
（2009年9月16日 VICL-63455，2010年8月18日再發行）
（2015年4月22日 VICL-70164，SHM（日语：スーパー・ハイ・マテリアルCD）化並重新發行）
5. Complete Single Collection "The STEPS" 20th Anniversary Special Edition（2010年9月29日 VIZL-393）—5枚組（CD4枚＋DVD1枚）
6. DELUXE PACK 25th Anniversary Special（2015年9月30日 VIZL-869）[20]—CD2枚＋寫真集
7. 最上級 GOOD SONGS 30th Anniversary Best Album（日语：最上級 GOOD SONGS 30th Anniversary Best Album）（2020年10月28日）[21]

#### 綜合
- 非公認！聖飢魔II翻唱專輯 『VOICE』（日语：非公認! 聖飢魔IIカヴァーアルバム VOICE）（2006年，BMG JAPAN）- 高橋由美子 & KAMMURI

#### 音樂
- 《莫札特！》日本初演現場錄音
  - 井上芳雄版、中川晃教版（2002年，東寶）
- 《悲慘世界》2003年公演演員光碟（2003年，東寶）
  - 參與了TOHO/E-0308Y（山口祐一郎版）與TOHO/E-308B（別所哲也版）發布的4款圖案
- 《莫札特！》Highlight Studio錄音CD光碟（2005年，東寶）
- 《GOLF THE MUSICAL》現場CD（2006年，PARCO劇場）
- 《怪人與偵探》現場錄音CD光碟（2020年5月1日，PARCO）

##### 原聲帶
- 《櫻桃小丸子：我最喜歡的歌 原聲音樂》 （1992年12月16日，MVCD-10001）
- 《 原聲音樂》（1993年3月24日，VICL-382）
- 《最棒的戀人 原聲音樂》（1995年6月7日）、

##### 魔神英雄傳系列
- 《魔神英雄傳2 音樂篇I》（1990年6月21日）「Step by Step」、
- 《魔神英雄傳2 超激鬥篇 音楽篇I》（1990年11月21日）「Fight！」、
- 《魔神英雄傳2 畢業紀念精選專輯 歌唱精選輯》（1991年3月21日）上面4首歌曲
- 《魔神英雄傳 SINGLE COLLECTION -1988May～1993Sept.-》（1997年12月3日）上面4首歌曲
- 《魔神英雄傳 CD-BOX 歌唱完全收藏輯》（2014年9月24日，VTZL-78）上面4首歌曲，並追加專訪內容。

##### 霸王大系龍騎士系列
- 《霸王大系龍騎士 CD劇場1》（1994年7月21日）「Good-bye Tears (short version)」
- 《霸王大系龍騎士 原聲音樂1》（1995年8月24日）「Good-bye Tears」、「Good-bye Tears (Instrumental)」
- 《霸王大系龍騎士 ADEU'S Legend 原聲音樂1》（1995年11月23日）、
- 《霸王大系龍騎士 歌唱精選輯》（1996年4月3日） 「Good-bye Tears」、

##### 合輯
- 《I Love "Dance Number" [JULY,1991]》（1991年7月21日）、
- 《像電影那樣談戀愛 -Love me like a Movie-》（1993年2月24日）
- 《'94動畫主題歌精選輯》（1994年11月30日）「Good-bye Tears」
- 《最新動畫主題歌集》（1995年7月12日）「Good-bye Tears」
- 《最新動畫主題歌集 電視電台篇》（1995年11月16日）「Good-bye Tears」
- 《LADIES' POPS HIT COLLECTION》（1995年11月22日）
- 《20世紀精選 偶像歷史 Victor Entertainment篇1》（1999年11月3日）「Fight！」
- 《20世紀精選 偶像歷史 Victor Entertainment篇2》（1999年11月3日）
- 《EMOTION 20週年紀念主題合集 TV篇》（2002年8月21日）「Good-bye Tears」
- 《EMOTION 20週年紀念主題合集 OVA&劇場篇》（2002年8月21日）
- 《動畫歌曲精選輯 偶像篇》（2005年9月22日）「Step by Step」
- （2007年12月19日初版發行, 2012年11月21再發行）「Step by Step」
- （2008年5月21日）
- 《The Victor Recordings (7)1988-1997》（2008年9月24日, VICL-62915-6）
- （2012年9月19日）
- （2012年12年26日, VICL-63974-5）
- 《偶像流行音樂黃金時代》（2014年3月19日, VICL-41345）

## 作品

### 影像作品

#### 音樂PV、LIVE
※第1項～第7項作品有LD版和VHS版，2008年11月19日以DVD形式重新發行。
1. Sweet Dressing（1991年3月27日）
2. Promotion -Yumiko Takahashi First Live（1991年9月27日）
  - LD版本SIDE-2包含一個名為「海盜版」的現場音軌。
  - 下面的《30週年紀念演唱會 令和！由美子！全員集合！ ～日本青年館見～》限量版附贈DVD是本作品中錄製的包括MC在內的幾乎整個演唱會視頻的全新剪輯版本。
3. Wonderland（1992年3月27日）
  - 作為初版，除了VHS之外還推出了S-VHS（日语：S-VHS）版本。
4. 高橋由美子音樂會'92 夏天！由美子！全員集合！（日语：高橋由美子コンサート'92 夏だ!由美子だ!全員集合!）（1992年11月6日）
5. PROFILE（1993年4月21日）
6. Aquarium（1994年5月21日）
7. 高橋由美子音樂會 Tenderly TOUR'94（1994年12月7日）
  - 同時發行VCD版。
8. 30週年紀念演唱會 令和！由美子！全員集合！ ～日本青年館見～（日语：30th Anniversary Live 令和だ!由美子だ!全員集合! 〜日本青年館で逢いましょう〜）（2021年12月15日）
  - Blu-ray普通版 VIXL-353
  - DVD普通版 VIBL-1038
  - 限量版 Blu-ray＋DVD＋特典DVD＋特典CD VIZL-1963

#### 形象
- VIRGIN（1990年1月，VHS，POWER SPORTS（日语：ダイヤモンド映像），PS-52）—由野村誠一集錦。DVD於2008年發行。
- （1992年4月20日，VHS，ADTX（日语：アドテックス））—該歌曲未包含在本人的印象影片中。僅VHS版本。

### 書籍

#### 隨筆集
- （1993年1月，WANI BOOKS（日语：ワニブックス）） ISBN 4847011716

#### 寫真集
- 《pure mint》（1991年6月21日，木村晴攝影，Vicotr Books ISBN 4893890409）—三邊盒方式包裝
- 《BOMB！MOMOCO特別編輯POWER BOMB 高橋由美子 Perfect Photo Book 初版》（1991年11月1日，學研 ISBN 4056002479）—附粉紅色書腰帶
  - 《BOMB！MOMOCO特別編輯POWER BOMB 高橋由美子 Perfect Photo Book 再版》（1994年9月1日，學研）—附粉白色書腰帶，還有單曲CD
- 《Blue》（1992年6月25日，木村晴攝影，WANI BOOKS（日语：ワニブックス） ISBN 4847022769）—三邊盒方式包裝
- 《IL DINJA》（1993年6月25日，細野晉司（日语：細野晋司）攝影，學研 ISBN 4056002479）
  - 《大地 [IL DINJA]》（中華民國83年（西元1994年）4月1日 ISBN 957-643-090-9 定價400臺幣）—台灣版。
  - 《IL DINJA DELUXE》（1995年5月1日，細野晉司攝影，學研 ISBN 4054005187）—硬紙封面版本（1993年版用平裝）。
- 《COLOREADO》（1994年6月25日，木村晴攝影，Vicotr Books ISBN 4893891014）
- 《電影 燦爛的時光 幕後花絮書》（1995年3月10日，近代電影社 ISBN 978-4764870765）
- 《TORICOLORE》（1996年7月30日，細野晉司攝影，WANI BOOKS ISBN 4847024338）—三邊盒方式包裝，總共3冊
- 《Breath》（1998年12月10日，細野晉司攝影，WANI BOOKS ISBN 4847025156）
- 《由美子》（2001年7月12日，細野晉司攝影，Sony Magazines（日语：ソニー・マガジンズ） ISBN 4789716694）—瓦楞紙箱方式包裝

#### 凹版雜誌
- MOMOCO
- BOMB
- 近代電影
- 週刊Playboy

## 演出

### 電視

#### 電視劇
- （1989年1月21日，TBS系列）—飾 平岡由香
- （1990年1月19日，TBS系列）—主演：飾 星澤美香
- 男人與女人的推理（日语：金曜エンタテイメント）「橫溝正史懸疑 獄門島」（1990年9月28日，富士電視台系列）—飾 雪枝
- 世界奇妙物語「命運的紅線」（1991年2月21日，富士電視台系列）—飾 奧田由紀子
- 女高中生！危險的兼差（日语：女子高生!キケンなアルバイト）（1991年9月10日—24日，TBS系列）—飾 染谷由香
- （1992年4月28日，NHK）—主演：飾 尾瀨麻里
- 柴門文談情說愛（日语：柴門ふみセレクション）「少年A、B 少女C」（1992年11月16日，朝日電視台系列）
- 我們的電視劇系列（日语：ボクたちのドラマシリーズ） 老師情人（日语：お願いダーリン!）（1993年2月18日—3月18日，富士電視台系列）—主演：飾 中山（福原）香織
- 另一種J聯盟（日语：もうひとつのJリーグ）（1993年10月22日—12月3日，日本電視台系列）—飾 望月陽子
- 週一電視劇 in（日语：月曜ドラマ・イン）（朝日電視台系列）
  - 阿南的小情人（1994年1月10日—3月21日）—主演：飾 堀切智代美（雙主演：武田真治）
  - 阿南的小情人 另一種完結篇（1995年4月10日）
  - 最棒的戀人（日语：最高の恋人 (テレビドラマ)）（1995年4月17日—6月26日）—主演：飾 吉永透子（雙主演：稻垣吾郎）
- 妙齡女將（日语：おかみ三代女の戦い）（1995年1月12日—3月23日，TBS系列）—主演：飾 村雨五月
- 佳麗寶人間紀錄片（1996年2月13日，日本電視台系列）—主演：飾 松本（安部）悅子
- 好日子遠行（日语：いい日旅立ち〜4つの卒業〜）（1996年3月4日—25日，富士電視台系列）—飾 濱畑圓
- 戀愛前夜2 第3話「隣人愛」（1996年9月18日，日本電視台系列）—主演：飾 千鶴
- 大河劇（NHK）
  - 「毛利元就」（1997年6月1日—12月14日）—飾 可愛（えの）→五龍姬（第22回以降不定期演出）
  - 「篤姬」（2008年1月6日—12月14日）—飾 唐橋（不定期演出）
  - 「花燃燒」（2015年7月5日）—飾 御半下頭·志乃（不定期演出）
- 被甩了的女人 第1話「恐怖的幸福」（1997年1月10日，TBS系列）—主演：飾 及川幸惠
- 流板七人（日语：流れ板七人#ドラマ版）（1997年1月16日—3月20日，朝日電視台系列）—飾 稻村花繪
- 電視劇新銀河（日语：ドラマ新銀河）（1998年2月24日—3月19日，NHK）—主演：飾 叶幸子
- 庶務二課系列（1998年—2013年，富士電視台系列）—飾 日向理惠[7]
  - 庶務二課 第1系列（1998年4月15日—7月1日）
  - 庶務二課 特別篇（1998年10月7日）
  - 庶務二課 新春特別篇（2000年1月2日）
  - 庶務二課 第2系列（2000年4月12日—6月28日）
  - 庶務二課 FINAL（2002年7月3日—9月18日)
  - 庶務二課 FOREVER（2003年1月1日）
  - 庶務二課 2013 第1話（2013年7月10日）[22]
- 歡樂主婦妙芳鄰（日语：板橋マダムス） 第5話（1998年11月11日，富士電視台系列）—飾 春雨忍（演歌歌手）
- 週五娛樂（日语：金曜エンタテイメント）（富士電視台系列）
  - 「老少配情侶刑警（日语：年の差カップル刑事）系列」（1998年—2004年）—主演：飾 村崎茜
  - 「神崎京子的巫女日記 奮鬥篇」（2002年5月31日）—飾 神崎由香
  - 「父女偵探 金造&滿 公關殺人事件」（2002年7月5日）—準主演：飾 羽田美智留
- 女主播霞涼子（日语：ニュースキャスター霞涼子）（1999年1月14日—3月18日，朝日電視台系列）—飾 桂木珠美
- 多情城市（日语：こいまち） 第2話（1999年1月19日，富士電視台系列）—飾 日比野遙子
- 迷宮（日语：ラビリンス (テレビドラマ)）（1999年4月21日—6月30日，日本電視台系列）—飾 佐原由梨繪
- 週五時代劇（日语：土曜時代劇 (NHK)）（NHK）
  - （1999年9月10日—2000年3月17日）—飾 阿仲
  - 週四時代劇「吉原裏同心」第4夜（2014年7月17日）—飾 遊女御燗
- 新宿暴走救急隊（日语：新宿暴走救急隊）（2000年10月14日—12月16日，日本電視台系列）—飾 牧野冬美（攝影師）
- 愛當女主播（日语：女子アナ。） 第7話（2001年2月19日，富士電視台系列）—飾 木下留美（計時員）
- 明治生命120週年特別電視劇 暑假的聖誕老人（日语：夏休みのサンタさん）（2001年9月4日，日本電視台系列）—飾 高杉奈美
- 週二懸疑劇場（日本電視台系列）
  - 輕井澤推理（日语：軽井沢ミステリー）（2001年—2005年）—主演：飾 北原風子
  - 貴賓室的怪人（日语：貴賓室的怪人「飛鳥」編#2002年版）（2002年2月5日）—飾 堀田久代
- 婚外戀愛（日语：婚外恋愛）（2002年1月10日—3月14日，朝日電視台系列）—飾 小野寺百合
- 週一推理劇場（日语：月曜ミステリー劇場）（TBS系列）
  - （2003年7月14日）—主演：飾 今野星實
  - （2006年2月27日）—飾 池田久美子
- 直到生命的電池耗盡（日语：電池が切れるまで） 第8話（2004年，朝日電視台系列）—飾 東冴子
- 相棒 Season3 最終回特別篇（2005年3月23日，朝日電視台系列）—飾 雀蓮
- 週五晚間電視劇「在雨和夢之後」第3話（2005年4月29日，朝日電視台系列）—飾 香澄
- 這裡是本池上署（日语：こちら本池上署）5（2005年6月13日—9月12日，TBS系列）—飾 椎名英子
- 凝視愛與死（日语：愛と死をみつめて#2006年版）（2006年3月18日、19日，朝日電視台系列）—飾 村中智美
- （2006年4月5日—5月3日，日本電視台）—飾 夏樹
- 相聚一刻（朝日電視台系列）—飾 六本木朱美
  - 相聚一刻 浪人篇（2007年5月12日）
  - 相聚一刻 完結篇（2008年7月26日）
- 週五Prestige（日语：金曜プレステージ）（富士電視台系列）
  - （2007年6月22日）—飾 道下敏子
  - 夏樹靜子懸疑「女承包人 ～女人設下的陷阱～（日语：女請負人#2014年版）」（2014年9月12日）
- 新街頭律師（日语：新マチベン ～オトナの出番～） 第3話（2007年7月14日，NHK）—飾 米村麻里亞
- 水戶黃門（日语：水戸黄門 (パナソニック ドラマシアター)） 第37部（日语：水戸黄門 (第31-38部)#第36部） 第19話「忍了又忍了妻子的鼾聲 -山形-」（2007年8月13日，TBS系列）—飾 阿花
- 松本清張 點與線（2007年11月24日、25日，朝日電視台系列）—飾 伸手要糖的女人
- 新春WIDE時代劇（日语：新春ワイド時代劇）「德川風雲錄 八代將軍吉宗（日语：徳川風雲録 八代将軍吉宗）」（2008年1月2日，東京電視台系列）—飾 鶴姬
- 未來講師 第5話（2008年2月8日，朝日電視台系列）—飾 石倉百合子
- 週六WIDE劇場（日语：土曜ワイド劇場）「和菓子殺人事件」（2008年2月23日，朝日電視台系列）—主演：飾 橘菓乃子
- （2008年3月22日，朝日電視台系列）—飾 豐島香苗
- CHANGE 第6話、第7話（2008年6月16日、23日，富士電視台系列）—飾 松井尚子
- 小兒救命（日语：小児救命） 第9話（2008年12月18日，朝日電視台系列）—飾 結城廣美
- 曾經是爸爸的媽媽（日语：ママは昔パパだった） 第1話（2009年8月23日，WOWOW）
- 不屈的女人 第1話（2010年1月13日，日本電視台系列）
- 鬼龍院花子的一生（日语：鬼龍院花子の生涯#テレビドラマ（2010年版））（2010年6月6日，朝日電視台系列）—飾 笑若
- 鋼之女（日语：ハガネの女#テレビドラマ） 第5話（2010年6月18日，朝日電視台系列）—飾 賀茂諒子
- 週一黃金（日语：月曜ゴールデン）（TBS系列）
  - 「釣魚刑事（日语：釣り刑事）2」（2011年5月9日）—飾 瑚堂楓
  - 「守護神保鑣 進藤輝（日语：守護神・ボディーガード 進藤輝） Episode2」（2013年7月22日）—飾 飯島瞳
- 京都地檢之女 第7系列（日语：京都地検の女#第7シリーズ（2011年）） 第1話（2011年7月7日，朝日電視台系列）—飾 松岡志保
- 週六特別電視劇（日语：土曜ドラマ (NHK)#土曜ドラマスペシャル：2011年 - 2013年）「蝴蝶小姐 ～最後的武士之女～」（2011年11月19日、26日，NHK）—飾 阿貴
- 週三推理9（日语：水曜ミステリー9）（東京電視台系列）
  - 「謊言證明 犯罪心理分析官 梶原圭子1」（2012年5月9日）—飾 高島仁美
  - 「北海道警事件檔案 警部補 五條聖子（日语：北海道警事件ファイル 警部補 五条聖子）2」（2014年5月21日）—飾 佐佐村理子
- 新·迷宮先生 第8話（2012年6月7日，朝日電視台系列）—飾 飯島桃子
- 高校歌劇團☆男組（日语：ハイスクール歌劇団☆男組）（2012年10月6日，CBC製作、TBS系列）—飾 綠川華
- 向月亮祈禱（2013年10月5日，中部日本放送製作、TBS系列）—飾 池場惠
- 週五Premium（日语：金曜プレミアム）「警部補 佐佐木丈太郎（日语：警部補・佐々木丈太郎）8」（2016年2月26日，富士電視台）—飾 田中啓子
- 連續電視小說「阿淺來了」（2016年3月2日，NHK）—飾 田村船[23]
- 週一名作劇場（日语：月曜名作劇場）「2」（2017年2月6日，TBS）—飾 岡村多惠子
- 大岡越前6（日语：大岡越前 (2013年のテレビドラマ)） 第四回（2022年6月3日，NHK BS Premium／NHK BS4K）—飾 多喜
- 家裡蹲老師（日语：ひきこもり先生） 第2季（2022年12月17日—24日，NHK綜合）—飾 松田冴子

#### 綜藝節目
- 明星秘密報告（日语：スターどっきり（秘）報告）（富士電視台）—
- 東京Yellow Page（日语：東京イエローページ）（1990年4月18日，TBS）—Step by Step, Fight！
- 突然綜藝速報!! COUNT DOWN100（日语：突然バラエティー速報!!COUNT DOWN100）（1992年，TBS系列）—準常駐來賓
- （富士電視台）—常駐來賓
- 無敵7:00（日语：日本テレビ系土曜7時台情報番組枠#うるとら7:00）（1992年4月—1993年9月，日本電視台系列）—常駐來賓
- 極樂體育場（日语：極楽スタジアム）（日本電視台系列）—常駐來賓
- （1993年，TBS系列）—常駐來賓
- 小內小南的想做什麼就做什麼（日语：ウッチャンナンチャンのやるならやらねば）（1993年4月—6月，富士電視台）—準常駐來賓
- 超級變變變 第40屆紀念大會（1993年9月30日，日本電視台系列）—評審員
- Soliton 誠實的樵夫（日语：ソリトンシリーズ）（1994年4月—9月24日，NHK教育）—主持人
- 世界逗留記（日语：世界ウルルン滞在記）（1996年4月14日—1997年3月30日，MBS、TBS系列）—副主持人
- 即興戲劇（日语：鶴瓶のスジナシ!）（2003年，CBC製作、TBS系列）
-  第1回（2014年12月16日，NHK綜合／2021年1月22日發行DVD）
- THE卡拉OK★戰鬥 夏天你也想做嗎？那首熱門歌曲 你能得到多少分特集（2023年7月30日，東京電視台）
- （2023年9月6日—11月8日，BS松竹東急）

#### 其它
- 魔神英雄傳2（1990年，日本電視台）—飾 艾瑪（配音）
- （2009年，NHK綜合）—旁白
- 怪談之國（日语：おはなしのくに）（2010年，NHK教育）—解說
- 加菲貓2（2012年，Cartoon Network）—配音
- #105～130（2014年，BS日視）—導航[24]
- （2015年10月24日，J-COM（日语：ジェイコム））
- （2017年10月1日—，東京電視台）—導覽
- 天使航班（日语：エンジェルフライト 国際霊柩送還士#配信ドラマ） EP4（2023年3月17日，Amazon Prime Video）—飾 梶原純子

### 電影、非戲院首映、OV
- 沙丘上的魯濱遜（日语：砂の上のロビンソン）（1989年，ATG（日语：日本アート・シアター・ギルド）系）—飾 上島聖子
- 爆米花LOVE 第1話（[990年）—飾 島內純
- 勾魂懾魄（日语：世にも怪奇な物語） （1991年9月27日，Red Wave）—飾 Lulu／瑠瑠子
- 櫻桃小丸子：我最喜歡的歌（1992年）—飾 木村祥子〈聲音〉
- 燦爛的時光（日语：時の輝き）（1995年3月18日公開，松竹系）—主演：飾 神崎由花
  - 「燦爛的時光」電影特報—特別預售票特典VHS
- （1999年，國稅廳企劃的租稅教育錄影帶）—飾 禦留子公主
- （2001年11月24日公開，2002年2月20日發行DVD）
- 春子超常現象研究所（日语：春子超常現象研究所）（2015年12月5日公開，2016年5月27日發行DVD）
- 四月的長久夢（日语：四月の永い夢）（2018年5月12日公開，2018年10月2日發行DVD）
- 總是月夜吃米飯（2018年9月8日公開，2018年12月7日發行DVD）
- （2025年1月10日公開）—飾 島村市子[25]

### 舞台
- 睡美人（1989年，三越劇場（日语：三越劇場） 等）—飾 白之妖精
- （1993年，日本青年館 等）—飾 安·夏莉
- 安妮得到你的槍（日语：アニーよ銃を取れ）（1997年，新宿KOMA劇場、中日劇場）—飾 安妮·奧克利
- AGATHA（1998年，青山圓形劇場（日语：青山円形劇場））—飾 薇拉·阿加塔
- 新·地獄變（2000年，新國立劇場小劇場）—飾 彌生
- 劇團☆新感線（日语：劇団☆新感線）（井上歌舞伎系列，SHINKANSEN☆RX 等）
  - 野獸郎晉見（2001年，青山劇場（日语：青山劇場） 等）－飾 美泥
  - 花紅天狗（2003年，Le Theatre 銀座（日语：ル テアトル銀座 by PARCO） 等）—飾 赤卷紙茜
  - SHIROH（日语：SHIROH）（2004年12月—2005年1月，帝國劇場 等）—飾 山田壽庵
  - （2012年12月—2013年1月，東急劇場Orb（日语：東急シアターオーブ）／2013年1月—2月，歐力士劇場（日语：オリックス劇場））—飾 春來尼
- （2002年，PARCO劇場（日语：PARCO劇場） 等）—飾 吉爾
- （2002年，明治座）—飾 阿梅
- 莫札特！—飾 南妮兒
  - 初演（2002年10月—12月，日生劇場（日语：日生劇場） 等）
  - 再演（2005年6月—8月、10月—11月，帝國劇場 等）
  - 再再演（2007年11月—12月，帝國劇場）
  - 再再再演（2010年11月—12月，帝國劇場、2011年1月，梅田藝術劇場金澤歌劇座）
- 悲慘世界（2003年—2004年）—飾 芳汀
- （2004年，新國立劇場）—飾 愛染桂看護兵
- （2004年，蘋果劇院（日语：シアターアプル） 等）—飾 球子
- 西貢小姐（2004年，帝國劇場）—飾 艾琳
- vol.8 HUMANITY THE MUSICAL（2006年，新宿KOMA劇場 等）—飾 ／邪鬼
- 高爾夫 音樂劇 ～為何我討厭打高爾夫！（日语：ゴルフ・ザ・ミュージカル〜ゴルフなんて大嫌い!）（2006年，PARCO劇場 等）—飾 糸滿瑠璃
- 地獄八景：浮世百景 （2007年，世田谷公共劇場（日语：世田谷パブリックシアター） 等）—飾 小糸
- 星屑之町 ～新宿歌舞伎町篇～ KOMA劇場SPECIAL（2008年，新宿芝麻劇場）—飾 赤羽美見
- 空中鞦韆（2008年，東京藝術劇場中廳 等）—飾 山下惠理
- 劇團HOBO
  - 開張公演『喧嘩農家』（2008年，TOPS劇院）—飾 真坂照美
  - 第2回公演『明日的幸福論』（2010年，中劇院院BONBON）—飾 好子
  - 第3回公演『哈羅爾科』（2011年，赤坂RED劇院）—飾 哈羅爾科[26]
  - 第4回公演（2012年9月5日—10日，下北澤站前劇場）—客串演出
  - 第5回公演（2013年9月10日—16日，新宿SUNMALL工作室）
  - 第6回公演（2014年5月20日—25日，下北澤站前劇場）—客串演出
- 淫亂齋英泉（2009年4月2日—12日，／4月14日，新潟市音樂文化會）—飾 阿半
- EVIL DEAD THE MUSICAL ～屍變～（2009年，陽光劇場（日语：サンシャイン劇場））—飾 琳達
- （2009年，本多劇場（日语：本多劇場） 等）—飾 由香里
- （2009年，世田谷公共劇場）—飾 貝克國務長官 等
- 紅男綠女（英语：Guys and Dolls）（2010年，創新劇院（日语：シアタークリエ））—飾 阿得雷德
  - 再演（2010年，中日劇場）
- （2010年，新國立劇場）—飾 直木紗江〈姐姐〉
- （2011年7月，RARCO劇場／8月，、BRAVA！劇院）
- ROCK OF AGES（2011年10月—11月，東京國際會議大廳C廳、森之宮Piloti大廳（日语：森ノ宮ピロティホール）、HARMONIE CINQ北九州Soleil大廳（日语：アルモニーサンク））—飾 正義
- Wonder Garden〈四華版〉（2012年3月，座·高圓寺1／4月，新神戶東方劇院（日语：新神戸オリエンタルシティ））
- 琳達琳達（2012年6月—7月，紀伊國屋音樂廳（日语：紀伊國屋ホール）／7月，森之宮Piloti大廳／8月，Momochi Palace（日语：ももちパレス））—飾 香織
- 肖申克的救贖（2013年11月2日—10日，池袋陽光劇場）
- （2014年2月1日—25日，新橋演舞場／6月3日—27日，大阪松竹座）—飾 阿鶴[27]
- （2015年9月5日—25日，福岡博多座）—石川小百合博多座9月特別公演的第一部分。在第二階段特別演出。
- 血色童話（2015年11月13日—12月6日，東京環球劇場／12月9日—13日，大阪BRAVA！劇場）—飾 母親[28]
- 戴綠帽子的宗介（2016年4月13日—5月29日，劇院1010、大阪松竹座、Momochi Palace、刈谷市綜合文化中心、新橋演舞場）—飾 令子[29]
- （2016年11月30日—12月11日，AtelierFanfare高圓寺）
- 花·虞美人（2017年3月26日—3月31日，赤坂ACT劇場／4月15日、16日，愛知藝術劇場／4月22日、23日、森之宮Piloti大廳）
- good morning N°5
  - 豪雪（2017年9月14日—25日，下北澤站前劇場）
  - SOLDOUT & UNRELEASED FILM FESTIVAL!!「世界征服之夜」脫口秀（2019年6月20日，舞台咖啡下北澤亭）
- （2018年2月17日—24日，吉祥寺劇場）
- 怪人與偵探（2019年9月14日—29日，KAAT神奈川藝術劇場大廳／10月3日—6日，兵庫縣立藝術文化中心阪急中大廳）[30]
- （2020年9月11日—21日，讀賣手町大廳／9月26日、27日，Sankei Hall Breeze）—主演：飾 時子[31]（雙主演：鈴木擴樹）
- （2021年12月16日—26日，俳優座劇場俳優座劇場（日语：俳優座劇場俳優座劇場））—飾 九條紫[32]
- （2024年3月1日—17日，新國立劇場 小劇場／3月30日、31日，COOL JAPAN PARK OSAKA（日语：COOL JAPAN PARK OSAKA） TT大廳）—飾 秋名[33]
- 音樂劇 Class Act（2024年5月30日—8月3日，東京陽光劇場 等）—飾 露西[34]
- Silent Sky（2024年10月18日—27日，俳優座劇場／11月1日—4日，ABC大廳）—飾 瑪格麗特·萊維特[35]

#### 朗讀劇
- 宵之源氏物語 ～面白能樂館～（2007年7月28日，京都觀世會館）朗讀《六條御息所 -出自《葵》一書-》—友情演出
- （2009年2月13日，銀座博品館劇場（日语：博品館劇場））—石井一彰✕高橋由美子✕植本潤（花組芝居）
- 情書（日语：Love Letters (play)）（2011年11月24日，PARCO劇場）—22nd Season，#405，植草克秀 & 高橋由美子
- （2014年4月19日—20日，天王洲銀河劇場）
- reading live Story of Aesops（2025年4月18日、19日，天王洲島KIWA）[36]

### 音樂會、LIVE

#### 巡迴獨唱
- 高橋由美子★心·跳·不·已仲夏祭'91（1991年7月20日—7月25日，名古屋、大阪、東京共3會場、4公演）
- 夏天！由美子！全員集合！（1992年8月1日—8月15日，大阪、名古屋、大宮、東京、橫濱共5公演）
- 開始的現在…（1993年7月2日—7月10日，大阪、名古屋、東京共3會場、5次公演）
- Tenderly TOUR'94（1994年8月19日—9月13日，關東各地、宮城、名古屋、大阪、廣島共11會場、12公演）

#### 單場獨唱會
- PlayBoy音樂會（1992年10月26日大阪、11月9日東京共2場公演）
- '94 春一番 高橋由美子音樂會（1994年3月31日，東京Sunpearl荒川）
- AMA SUPER X（1996年11月2日，福岡巨蛋）嘉賓演出
- 廣島綠色復活節'97 高橋由美子音樂會 enjoy your flower（1997年10月11日，廣島大學本校舊址）
- SPECIAL LIVE "萬事快調"（1996年9月7日，東京赤坂BLITZ）
- 高橋由美子音樂會 唱席琳·狄翁（1999年7月25日，東京涉谷劇院Coccon）
- 高橋由美子 Live@Clie 你好，3,680天不見。由美子現場演唱會（2009年7月26日，東京日比谷創新劇院）
- 30週年紀念演唱會 令和！由美子！全員集合！ ～日本青年館見～（2021年6月27日，東京日本青年館大廳 1部14:30／2部18:15）

#### 學園祭迷你音樂會
- 東京大學五月祭（1990年5月27日）
- 大東文化大學園祭（1991年4月26日）
- 偶像公主嘉年華'91 Vol.2（1991年11月2日，學習院大學一百週年紀念會館大廳）—高橋由美子 & 西野妙子（日语：西野妙子）
- 早稻田大學（1991年11月3日）
- 日本工業大學（1991年11月4日）
- 慶應大學三田祭（1991年11月22日）

#### 嘉賓演出LIVE
- 東寶藝能 Musical 慈善音樂會 （2014年9月19日、20日，東京國際論壇大廳C）
- 三越伊勢丹 豪華娛樂集團（2014年10月2日—5日，豪華客船日本丸）
- 劇團☆新感線35週年紀念音樂祭 「MMF Music Movie Festival」（2015年10月29日、30日，東京豐洲PIT）
- 岡田浩暉（日语：岡田浩暉）25週年紀念音樂劇表演「KOHKI OKADA presents I Love Musical」（2016年2月6日、7日，東京Globe座）
- SATIN DOLL「音樂劇系列2」2021年9月公演（2021年9月18日，六本木SATIN DOLL，14時／17時〈2場公演〉）

#### 單發活動
- 文化放送戶外活動（1991年3月21日，讀賣樂園）
- （1991年3月24日，讀賣樂園）※參照廣播欄。
- 魔神英雄傳2 戶外活動（1991年3月30日，九段會館）
- YOUNG JUMP戶外活動（1991年4月27日）
- 平塚市綠色節（1991年4月28日）
- 土岐市家鄉祭（1991年8月2日）—高橋由美子 & 川越美和
- 第11屆希望祭（1992年2月2日、杉並公会堂）
- 札幌雪祭（1992年2月11日）
- 新潟 十日町 第43屆雪祭（1992年2月15日）[注 5]
- 讀賣樂園EAST（1992年3月8日）
- 大阪城野外音樂堂（1992年3月15日）
- 神戶人工島（日语：神戸ポートピアランド）（1992年5月4日）
- （2015年10月24日，埼玉自行車車場）—脫口秀

### 廣播節目

#### 主要主持節目
- （MBS電台）
- （1991年10月—1992年9月，文化放送）
- （1994年4月—1995年4月，文化放送）
- （1995年4月—1997年4月3日，文化放送）
- BAY MORNING GLORY（日语：BAY MORNING GLORY）（1998年4月—2001年9月，Bay-FM）
- （2002年4月—2004年3月，NHK-FM）

#### 常駐
- （高橋由美子、寺尾友美（日语：寺尾友美）、西野妙子）

### 廣告
- 樂天（1990年）
- SEGA Enterprise「TeraDrive（日语：テラドライブ）」「Game Gear」（1991年）
- 尾崎商事（日语：菅公学生服）（1991年—1992年）
- 明星食品（日语：明星食品）「夜食亭」（1991年—1993年）
- 牛乳石鹼（日语：牛乳石鹸共進社）
  - （1993年）
  - （1994年—1998年）
- 住友生命（1993年—1996年）[37]
- Mister Donut（1994年—1995年）
- AEON 英語會話、留學（1994年—1996年）
- Eisai（1994年—1999年）[38]
- 三洋食品（1998年—1999年）
- 養命酒製造「藥用養命酒（日语：養命酒）」（2003年）

## 腳註

## 外部連結
- 高橋由美子｜Victor Entertainment （页面存档备份，存于） （日語）
- 高橋由美子的X（前Twitter） （日語）
- 高橋由美子的Instagram帳戶 （日語）
- ，存于（「」內） （日語）—高橋由美子的官方個人部落格（2011年6月末終了）。
- 高橋由美子 （页面存档备份，存于） （日語）—NHK人物錄（日语：NHKアーカイブスポータル）